# Numerus clausus (szkolnictwo wyższe)
Numerus clausus (z łac. „zamknięta liczba”) – zasada ograniczania liczby studentów uniwersytetów, motywowana przyczynami politycznymi lub czysto praktycznymi, stosowana zarówno w okresie międzywojennym, jak i po drugiej wojnie światowej. Stosowano ją w Polsce, Rosji, Stanach Zjednoczonych, Niemczech, na Węgrzech i w Rumunii.
W okresie międzywojennym, szczególnie w Europie Wschodniej i Środkowej, zasada numerus clausus odnosiła się wyłącznie do kandydatów pochodzenia żydowskiego.
W Niemczech, Brazylii i bardzo wielu innych krajach zasada ta stosowana jest do dzisiaj, przeważnie w celu politycznej dyskryminacji pozytywnej.

## Kraje stosujące prawne ograniczenia

### Rosja
W Rosji zasada numerus clausus została wprowadzona w 1887 roku i stwierdzała, że Żydzi mogą stanowić nie więcej niż 10% studentów w miastach, gdzie wolno im było mieszkać, ale już tylko 3% w Moskwie i Petersburgu. Ograniczenia te usunięto po rewolucji październikowej.

### Węgry
Na Węgrzech numerus clausus wprowadzono w 1920 roku, za rządów Pála Telekiego, w okresie gwałtownego wzrostu nastrojów antysemickich. Żydzi mogli stanowić jedynie 6% studentów, gdy przed I wojną światową aż 30%. Ograniczenia złagodzono w 1928 roku.
Po wprowadzeniu numerus clausus z Węgier wyjechało 5 tys. młodych Żydów, w tym późniejszy twórca bomby wodorowej Edward Teller.

### Rumunia
W Rumunii ograniczenia wprowadzono w 1926 roku.

### USA
W Stanach Zjednoczonych ograniczenia stosowano nieoficjalnie od lat 20. do końca lat 50. XX wieku, szczególnie na uczelniach w północno-wschodniej części kraju (m.in. Harvard i Columbia), gdzie limit przyjmowanych Żydów wahał się w granicach 12–17%. W ostatnich latach szereg uniwersytetów amerykańskich rozważa wprowadzenie podobnej zasady w odniesieniu do studentów z mniejszości azjatyckich, którzy stanowią bardzo wysoki odsetek wszystkich studentów. Według wielu źródeł nieformalna dyskryminacja studentów pochodzenia azjatyckiego ma miejsce od dawna i by dostać się na najlepsze amerykańskie uniwersytety, przeciętnie muszą oni legitymować się o wiele wyższym poziomem wyników testów wymaganych przez uczelnie niż kandydaci z innych grup etnicznych.

### Polska
W Polsce, w dwudziestoleciu międzywojennym, numerus clausus nie zostało formalnie wprowadzone na szczeblu ogólnokrajowym. Pierwsza próba formalnego wprowadzenia numerus clausus na szczeblu krajowym odbyła się w 1923 roku, ale spotkało się to z zastrzeżeniami ze strony Ligi Narodów, a także protestami przedstawicieli inteligencji. Mimo to, uniwersytety, korzystając z autonomii decyzyjnej, wprowadzały różne formy dyskryminacji Żydów. Te formy dyskryminacji były wprowadzane oddolnie, z inicjatywy uczelni, ale za przyzwoleniem i poparciem władz państwowych.
Oficjalnie podawanym powodem takich działań była chęć wyrównania szans młodzieży polskiej, oraz promowanie młodzieży z małych ośrodków, która miała mniejsze szanse w porównaniu z miejską młodzieżą żydowską. Pomimo ograniczeń inteligencja pochodzenia żydowskiego stanowiła przed drugą wojną światową niemal połowę całej inteligencji, ale wskutek wymordowania ludności żydowskiej przez nazistowskie Niemcy odsetek ten drastycznie spadł.
Żydzi starali się obejść przepisy, zmieniając religię lub wyjeżdżali na studia do krajów, które nie stosowały dyskryminacji. Skrupulatnie przestrzegały numerus clausus wydziały medyczne, w wyniku czego w roku akademickim 1933/1934 Żydzi uzyskali na krajowych wydziałach medycyny 132 dyplomy oraz nostryfikowali 93 dyplomy zagraniczne.

### Niemcy
W Niemczech numerus clausus został wprowadzony w 1929 roku. 25 kwietnia 1933 roku rząd niemiecki wprowadził 1,5 procentowy numerus clausus dla nowych przyjęć niearyjskich kandydatów na studia, ograniczenia dotyczyły głównie Żydów.
Wprowadzony 27 marca 1968 numerus clausus miał już inny charakter. Obowiązuje on do dziś na terenie całych Niemiec dla kierunków: medycyna, stomatologia, farmacja oraz weterynaria. Jeśli liczba osób aplikujących na dany kierunek przewyższa możliwości organizacyjne uczelni numerus clausus może zostać zastosowany również dla kierunków innych niż wspomniane powyżej. W przełożeniu na proces rekrutacji numerus clausus oznacza nabór na podstawie wyniku egzaminu maturalnego.
Samo posiadanie świadectwa dojrzałości (Hochschulreife) uprawniało do podjęcia studiów na wybranym przez siebie kierunku niezależnie od wyniku egzaminu (Abitur). Wprowadzenie numerus clausus ograniczyło to wynikające z Konstytucji prawo. Wyrokiem Trybunału Konstytucyjnego z 27 lipca 1972 ograniczenie dostępu do studiów ze względu na niespełnienie wymogów w postaci zbyt niskiej oceny z egzaminu godziło w wynikające z Art. 12 Konstytucji prawo do samodzielnego decydowania o miejscu kształcenia. Jako rozwiązanie zaproponowano obowiązujący do dziś system, na podstawie którego 20% miejsc na kierunkach z numerus clausus przyznawane jest osobom, które wprawdzie nie posiadają odpowiednio wysokiej oceny ze świadectwa maturalnego, ale odpowiednio długo czekają na przyznanie miejsca na kierunku objętym numerus clausus.